# Acmaeodera quadrivittata
Acmaeodera quadrivittata är en skalbaggsart som beskrevs av Horn 1870. Acmaeodera quadrivittata ingår i släktet Acmaeodera och familjen praktbaggar. Artens utbredningsområde är Mellanamerika och Nordamerika. Inga underarter finns listade i Catalogue of Life.